# An Nasiriyah Airbase
An Nasiriyah Airbase är en flygbas i Syrien.   Den ligger i provinsen Damaskus, i den sydvästra delen av landet, 70 kilometer nordost om huvudstaden Damaskus. An Nasiriyah Airbase ligger 834 meter över havet.
Terrängen runt An Nasiriyah Airbase är kuperad åt nordväst, men åt sydost är den platt. Närmaste större samhälle är An Nabk, 17,4 kilometer nordväst om An Nasiriyah Airbase.
Trakten runt An Nasiriyah Airbase är ofruktbar med lite eller ingen växtlighet. Runt An Nasiriyah Airbase är det ganska tätbefolkat, med 75 invånare per kvadratkilometer.